# 自己組織化リソグラフィ
自己組織化リソグラフィ（じこそしきかリソグラフィ）(Directed Self-Assembly, DSA)はブロック共重合体の自己組織化現象を利用したナノ構造構築法の一手法で次世代の微細加工技術として期待される。

## 概要
リソグラフィ技術はこれまでムーアの法則に従って年々、集積度が向上してきたが、近年、その限界に近づきつつあり、従来の光リソグラフィでは極深紫外線露光では露光装置の高額化により、集積度の向上に伴う費用を吸収しきれなくなりつつある。そのため、次世代リソグラフィ技術へのパラダイムシフトが求められていて、自己組織化リソグラフィは、塗布・アニール・現像のみでパターニング可能なので次世代の半導体製造技術として期待が寄せられる。自己組織化技術とは、分子間相互作用の巧みな制御によって規則構造を有する分子集合体を自発的に発現させる方法で近年では高分子を用いた自己組織化も盛んに研究が行なわれており、極めて精密な構造制御が実現されている。
連結されたジブロックコポリマーは同一ポリマー成分同士が分子間集合することでミクロ相分離を起こし、２つのポリマー成分間の分子鎖長比（f）に応じて集合時の界面曲率が変化することで、球状構造、シリンダー構造、ジャイロイド構造、ラメラ構造といった規則的なモルフォロジーを与え、この規則構造が半導体微細パターニングに好適となる。

## 長所
- 極深紫外線露光のような高額な装置を必要としない[4]。
- 電子ビーム描画装置よりも短時間でパターンを形成できる[4]。

## 短所
- 量産技術とするにはプロセス制御などに課題があり、実用化には至っていない[4]。

## 課題
300mmウェハー上のDSAパターンは、すでに研究開発レベルでは試作されているが、パターン形成に必要なテンプレートの作製にはフォトリソグラフィが使われていてテンプレートの解像度や形状制御に限界がある。

## 用途
- 20nm以降の微細パターニングが可能な次世代半導体製造技術として期待される[1]。